# Holbæk B&I
Holbæk B&I – duński klub piłkarski z Holbæk założony w 1931.

## Historia
Klub powstał w 1931 przez połączenie Holbæk Idrætsforening i Holbæk Boldklub. Najlepszym okresem były lata 70. XX wieku, kiedy to drużyna dwukrotnie dotarła do finału w Pucharze Danii i raz zajęła 2. miejsce w lidze. 

## Europejskie puchary
Legenda do wszystkich tabel:
- Q – runda eliminacyjna, 1/16, 1/8, 1/4, 1/2 – odpowiednia faza rozgrywek, Grupa – runda grupowa, 1r gr – pierwsza runda grupowa, 2r gr – druga runda grupowa, F – finał, R – runda, PO – play-off
- k. – rzuty karne, los. – losowanie, Dogr. – dogrywka, w. – zasada bramek strzelonych na wyjeździe

| Sezon   | Rozgrywki   | Runda | Klub                | Dom | Wyjazd | Ogólnie |
| ------- | ----------- | ----- | ------------------- | --- | ------ | ------- |
| 1975/76 | Puchar UEFA | 1R    | Stal Mielec         | 0–1 | 1–2    | 1–3     |
| 1976/77 | Puchar UEFA | 1R    | Eintracht Brunszwik | 1–0 | 0–7    | 1–7     |